# Sankt Wolfgang-Kienberg
Sankt Wolfgang-Kienberg est une ancienne commune autrichienne du district de Judenburg en Styrie.